# Bernard Wegria
Bernard Wegria (Luik, 7 maart 1963) is een gewezen Belgische voetballer.

## Carrière
Reeds op jonge leeftijd trad Bernard Wegria in de voetsporen van zijn vader en gewezen topschutter Victor Wegria. Zo begon zijn voetbalcarrière bij Club Luik, daar waar zijn vader grootse successen kende. In geen tijd groeide de jonge Wegria uit tot een van iconen van de Luikse club. In 1983 werd Victor Wegria even trainer van het team van zijn zoon.
Hij was begonnen als spits, maar uitgegroeid tot verdediger van onmisbare waarde. Hoewel de gloriedagen van Club Luik reeds voorbij waren, slaagde Wegria er in 1990 wel in om met zijn collega's de Beker van België en de Supercup te bemachtigen. In die dagen stond Club Luik onder leiding van trainer Robert Waseige bekend als een Belgische subtopper. Naast Wegria konden ze in Luik ook rekenen op bekende namen als Danny Boffin, Jean-François De Sart, Jean-Marie Houben, Victor Ikpeba en Pascal Renier. De successen die de club in die dagen kende, werden echter overschaduwd door het proces van speler Jean-Marc Bosman. Hij begon in 1990 aan een vijf jaar durende procedureslag die zou leiden tot het bekende Bosmanarrest.
Na bijna 500 wedstrijden in het shirt van Club Luik verhuisde Wegria, die bekendstond als een harde rechtsachter, in 1995 net als zijn ploegmaat Eric Deflandre naar Germinal Ekeren. Club Luik was als laatste geëindigd in de Eerste Klasse en moest dus degraderen. In Ekeren werd hij een ploegmaat van onder meer Tomasz Radzinski, Gunther Hofmans en Philippe Vande Walle. In 1997 veroverde Wegria voor de tweede maal in zijn carrière de Beker van België. Na twee seizoenen zette Wegria een punt achter zijn spelersloopbaan en nam hij afscheid van het hoogste niveau. Nadien voetbalde hij nog even in de lagere divisies voor Rochefortoise FC.

## Trainer
In 1998 keerde Bernard Wegria terug naar Club Luik, dat ondertussen in de Tweede Klasse speelde. Na twee seizoenen werd hij als coach vervangen.

## Familie
Bernard Wegria is de zoon van gewezen voetballer Victor Wegria. Bernard Wegria is getrouwd met Anna Bonvoisin, een gewezen Belgisch zwemkampioene. Ze zijn de ouders van Sarah Wegria, eveneens een talentvolle zwemster.